# Victoria Hotspurs Football Club
Il Victoria Hotspurs Football Club è una società calcistica maltese con sede nella città di Rabat (nota anche come Victoria), sull'isola di Gozo.
Il club, fondato nel 1948, mella stagione 2024-2025 ha militato in National Amateur League 2, quarto e ultimo livello del campionato maltese di calcio.

## Storia
La squadra fu fondata nel 1948, e prese il nome ispirandosi al club inglese del Tottenham, di cui il primo presidente, A. Mercieca, era tifoso. Il sodalizio è fin dagli anni '60 uno dei più vincenti del calcio gozitano, avendo conquistato un totale di 13 titoli di massima serie (record battuto dal Nadur Youngsters solo nel 2023), l'ultimo dei quali nel 2018-19, e 2 Coppe di Gozo. La squadra fu la prima del calcio gozitano a fregiarsi della stella come simbolo per rappresentare la decima vittoria in campionato, traguardo raggiunto nella stagione 1999-2000.
Al termine della stagione 2022-23 gli Hotspurs retrocedono nella seconda divisione del campionato Gozitano per la prima volta dopo 16 anni: dopo una stagione regolare finita con un record di 4 vittorie, 4 pareggi e 12 sconfitte (7ª posizione), il 22 aprile 2023 perdono il playoff/playout contro lo Xagħra United per 2-1.
Nella stagione successiva 2023-24, sotto la guida del tecnico Croato Davor Filipovic, gli Hotspurs centrano tutti e tre i trofei riservati alle squadre di seconda divisione, cioè campionato, Challenge Cup e KO Tournamemt.

### Iscrizione al campionato maltese
Nel 2024 il club, in precedenza affiliato alla Federazione calcistica di Gozo (GFA),  è stato ammesso a partecipare al campionato maltese di calcio, ed è stato iscritto al quarto livello delle serie maltesi (la National Amateur League 2) a partire dalla stagione 2024-2025, diventando il secondo club di Gozo a partecipare al campionato maltese, dopo il Gozo F.C.. Nella prima stagione nel campionato maltese, il club ha ottenuto una immediata promozione nella National Amateur League 2.

## Palmarès
- First Division (Gozo): 13

1961-62, 1962-63, 1964-65, 1965-66, 1966-67, 1979-80, 1984-85, 1990-91, 1993-94, 1999-2000, 2009-10, 2017-18, 2018-19
- Coppa di Gozo: 2

1996-97, 2018-19
- Supercoppa di Gozo: 9

1989-90, 1990-91, 1991-92, 1993-94, 1995-96, 1996-97, 1999-2000, 2009-10, 2018-2019
- National Amateur League (Malta): 1

2024-2025
- National Amateur Cup: 1

2024-2025